# ヘッドガスケット

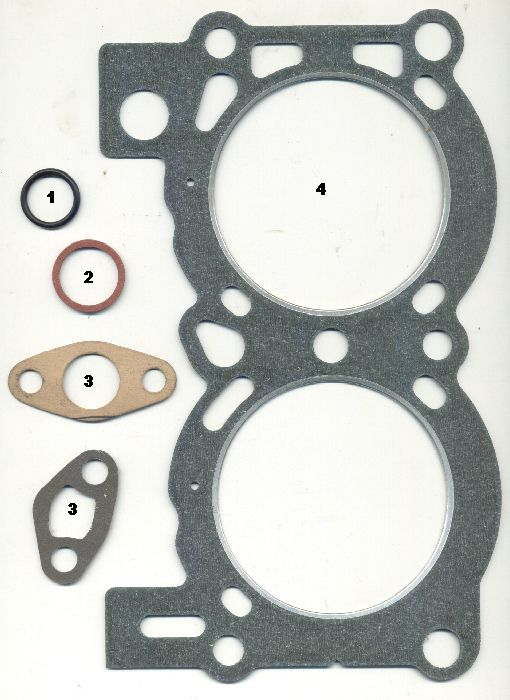
V型4気筒エンジンに用いられる様々なガスケット。#4のガスケットがヘッドガスケットである。

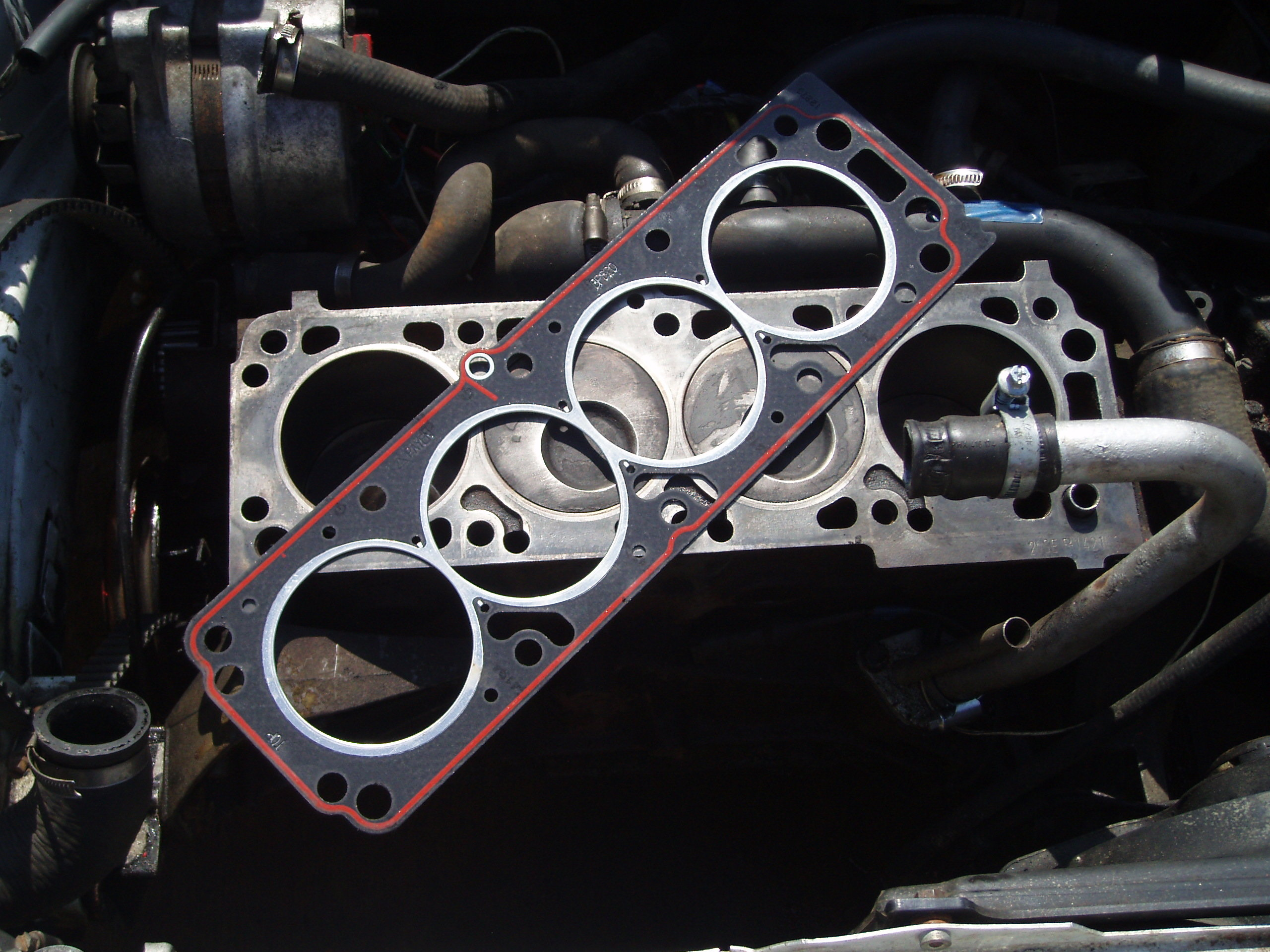
直列4気筒エンジンのシリンダーブロック上に置かれた交換前のヘッドガスケット。ヘッドガスケット自体はただの薄い紙か金属板であるが、一旦正しく組み付けられるとシリンダーブロックとシリンダーヘッドの間に強力なシールを形成する。

ヘッドガスケットとは、内燃機関のシリンダーブロックとシリンダーヘッドの間にあるガスケットである。シリンダーの内圧を外に逃がさず、冷却水やエンジンオイルのシリンダーへの流入を防ぐための強固なシール性が求められ、エンジンに用いられるガスケットの中でも最も高い強度が必要となるものでもある。ヘッドガスケットは燃焼室やピストンと共に内燃室の一部を構成し、その厚みによって圧縮比を左右する役割も果たす。

## ヘッドガスケットの種類
- 積層金属(MLS/Multiple Layers Steel) - 現在最も一般的にヘッドガスケットとして用いられる材料。3層の金属を重ね合わせて製造され、接触表面はバイトンなどの特殊ゴムでコーティングされている。更にシリンダーボアや油穴・ウォータージャケットの部分には個別に特殊ゴム製のOリングが備えられている。
- 銅 - 銅は熱伝導性が良いために古くからヘッドガスケットに用いられる材料で、無垢の銅製シートをシリンダーヘッドの形状に切り出して製造される。かつてはシート全体に液体ガスケットを塗布して装着していたが、近年ではシリンダーボアに合わせたワイヤー製のOリングを埋め込む加工を施こされた物も登場し、液体ガスケットの塗布が不要となっている。銅製ヘッドガスケットは他の材料のものに比べて素材のシール特性はやや劣る（特殊加工されていないものは、液体ガスケットの塗布が必須）ものの、非常に長持ちする材料であり、一度使用して変形したガスケットであっても油分を落としてバーナーで高温で熱した後にゆっくりと冷ます焼きなましを行うことで何度も再利用することが可能であった。
- コンポジット - アスベストやグラファイト、雲母などの複合素材で作られたガスケットで、金属製ガスケットよりも古い時代から存在する技術である。比較的柔らかい素材でシール特性に優れるが、一度取り付けてしまうと取り外しの際にシリンダーヘッドやシリンダーブロックの合わせ面に張り付いて剥離してしまい、再使用は極めて困難である。また、金属製ガスケットに比べて熱伝導性や強度に劣り、高回転高負荷でのシリンダー吹き抜けなどのトラブルも起こりやすかった。特にアスベスト製のものが健康被害の問題を取り沙汰されたこともあり、近年では余り用いられなくなっている。[2]
- エラストマー - ローバー・K型エンジンで初めて用いられた素材。鉄製のベースガスケットの両側に板状に整形された工業用エラストマーを貼り付けたもので、ウォータージャケットや油穴周りはシリコンゴム製のOリング、シリンダーボアには金属製のリングを嵌め込むことでシール性能を強化した。このガスケットの製造技術は当時のF1で用いられていた技術がベースとなっていた。

## ヘッドガスケットの不具合

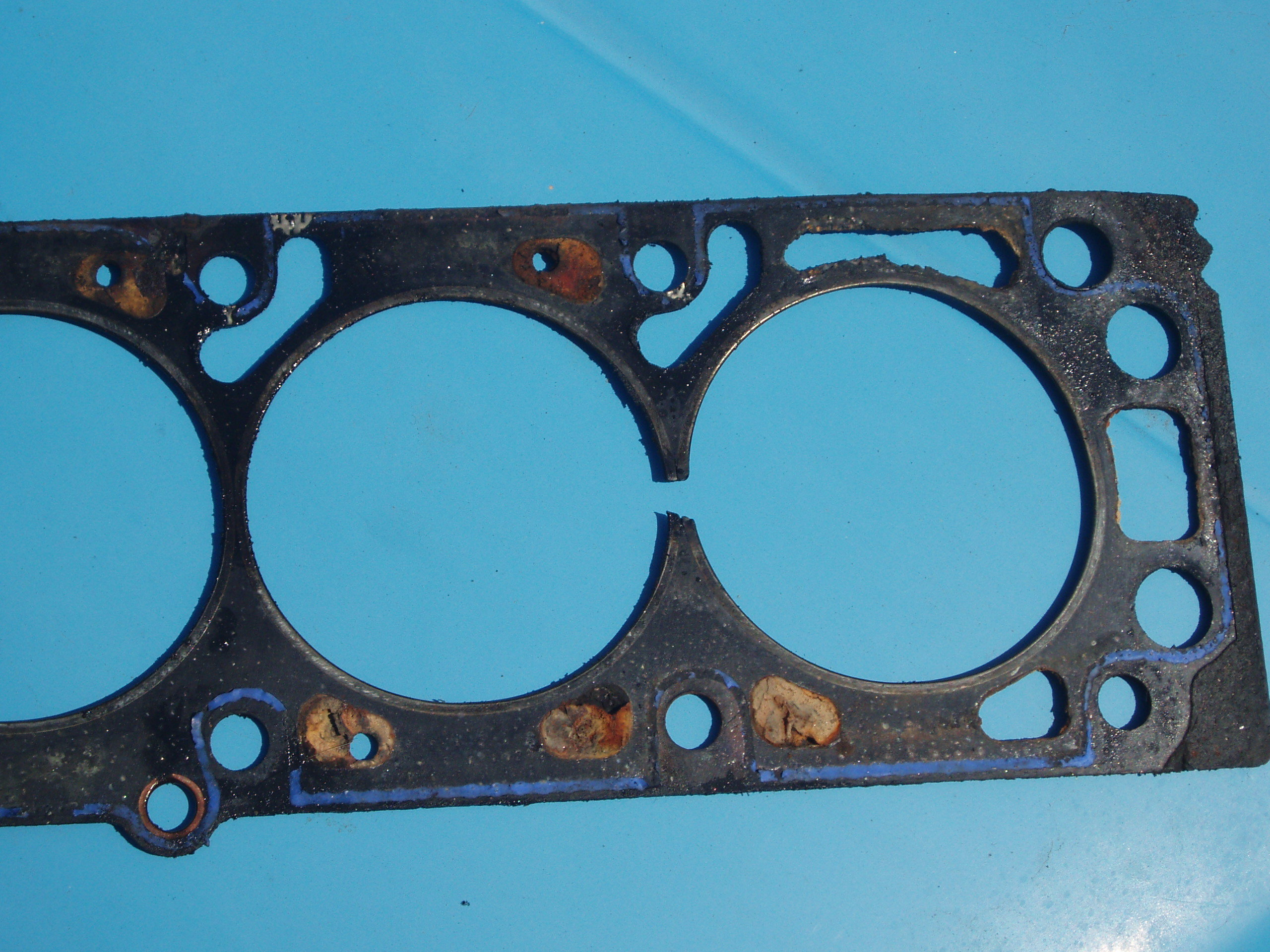
損傷したヘッドガスケット。シリンダー間のシーリングが破れてしまい、圧縮圧力の吹き抜けが発生することになる。

ヘッドガスケットが各シリンダー間の圧縮をシール出来なくなると、吹き抜けと呼ばれる現象が発生してシリンダーの圧縮圧力がエンジン外や別のシリンダーに抜けてしまい、正常な圧縮圧力がシリンダーに掛からなくなり、安定した燃焼や回転が行えなくなる場合がある。こうした場合には直ちにヘッドガスケットを交換する必要があり、仮にこの状態を放置するとエンジンブローなどの深刻なトラブルを招く恐れがある。
ヘッドガスケットの吹き抜けはオーバーヒートなどによるシリンダーブロックやシリンダーヘッド合わせ面の歪みや、ガスケットその物の損傷によって引き起こされるが、この問題はシリンダーヘッドの材質が鋳鉄製からアルミ合金製に変わったことで更に顕著に現れるようになった。アルミ合金は鋳鉄よりも軽い代わりに鋳鉄よりも遙かに大きな熱膨張性を持っているためである。アルミ合金のシリンダーヘッドの膨張によってヘッドガスケットに強い応力が掛かるためにガスケット本体の破壊などが引き起こされる。ガスケットメーカーはこの問題に対処するべく金属製ガスケットの表面にテフロンなどのコーティングを施すことで対応した。
仮にシリンダーの吹き抜けが起きなかったとしても、ヘッドガスケットの不具合はエンジンに様々な問題を引き起こす。例えばウォータージャケットのシールが不十分となった場合、LLCがシリンダー内部に侵入するトラブルや油穴に入り込んでエンジンオイルが白濁したり、冷却水にオイルが混じるトラブルが発生する。シリンダーに侵入する冷却水が比較的少量の場合には冷却水が徐々に減っていく症状として表れ、オーバーヒートなどの直接のトラブルが発生するまで気が付かれない場合もある。逆にシリンダーに侵入する冷却水が大量であった場合には一気に大量の蒸気がマフラーから噴き出したり、最悪の場合には大量の冷却水でウォーターハンマーを引き起こしてピストンやコンロッドが破壊される場合もある。
コンプレッションゲージなどのシリンダー圧力計による圧縮圧力測定や、高性能なen:leak-down testerによるリークテストによって注意深く調査を行うことで、ヘッドガスケットの状態をおおまかに確かめることが可能である。これはヘッドガスケットを組み付けまたは交換した直後に行うのが、ヘッドガスケットの状態を判断する上で効果的である。また、エンジンオイルに白濁が見られる場合や、冷却系統のリザーバータンク内に油分が混入しているような場合。或いはリザーバータンク内の気体に異常な排ガス臭が見られる場合には、ヘッドガスケットの何らかの異常が発生している可能性がある。